# بابا أنوجكا
آنا دي بيشتونيا  (ني دراكين  أو دراكسين ، المعروفة باسم بابا أنوجكا ،  (بالسيريلية الصربية: Баба Анујка)؛، كانت قاتلة متسلسلة وكيميائية هاوية من أصول صربية-رومانية، وُلدت حوالي عام 1836 أو 1838، وتوفيت في 1 سبتمبر 1938. عاشت في قرية فلاديميروفاتس، التي كانت آنذاك جزءًا من الإمبراطورية النمساوية ثم الإمبراطورية النمساوية المجرية، ولاحقًا مملكة يوغوسلافيا.
تُعد من أقدم القاتلات المتسلسلات توثيقًا في التاريخ، ويُعتقد أنها سمّمت ما لا يقل عن 50 شخصًا، وقد يصل العدد إلى 150 شخصًا، وذلك خلال أواخر القرن التاسع عشر وأوائل القرن العشرين. أُلقي القبض عليها عام 1928، وكان عمرها آنذاك 90 عامًا، وحُكم عليها بالسجن 15 عامًا عام 1929 بتهمة التواطؤ في جريمتي قتل. لكنها أُفرج عنها بعد ثماني سنوات فقط بسبب كِبر سنها.